# Ernst von Frühbuss
Ernst Friedrich von Frühbuss (geboren am 6. Dezember 1794 in Sorau; gestorben am 3. Oktober 1864 in Malmedy; preußischer Adelsstand vom 18. Oktober 1861) war von 1853 bis 1864 preußischer Landrat des Kreises Malmedy.

## Leben

### Ausbildung und militärische Laufbahn
Nach dem Besuch des Gymnasiums in seiner Geburtsstadt Sorau in der Niederlausitz, das er mit Ablegung der Reifeprüfung im Jahr 1811 verließ, begann er in Wittenberg ein Studium der Rechts- und Staatswissenschaften. Auf Grund des Todes seines Vaters, eines Sorauer Bürgermeisters, musste er es jedoch bereits im Folgejahr aufgeben und trat stattdessen in den sächsischen Militärdienst ein.
Als Teilnehmer der Befreiungskriege von 1813 und 1814 wurde er sodann im Jahr 1816 Angehöriger der preußischen Armee. Ab 1828 befehligte er die in Malmedy stationierte Kompanie des 25. Landwehr-Regiments. Mit der Charakterisierung als Major nahm Ernst Frühbuss 1840 seinen Abschied.

### Landrat des Kreises Malmedy
Bereits zwei Jahre vor seinem Abschied legte Ernst von Frühbuss im Jahr 1838 vor der Königlichen Regierung in Trier das Landratsexamen ab. Dieser Art qualifiziert wurde er seitens der Königlichen Regierung in Aachen nach dem Ausscheiden des bisherigen Malmedyer Landrats Theodor Freiherr von Negri zum 30. Juni 1840 bis November 1841 mit der vertretungsweisen Verwaltung des Landratsamts beauftragt. Franz Ludwig Eugen Freiherr von Montigny war als Nachfolger von Negris zwar bereits mit Allerhöchster Kabinettsorder vom 6. März 1841 zum neuen Landrat von Malmedy ernannt worden, jedoch erfolgte die formelle Amtseinführung erst am 1. März 1842.
Von 1840 bis 1850 nahm Ernst von Frühbuss das Amt des Bürgermeisters von Malmedy war. Für das Jahr 1842 ist er als Gutsbesitzer in Wallerode belegt, hatte er doch im Jahr zuvor Schloss Wallerode in Besitz genommen. Als Montigny zum 30. April 1853 62-jährig auf eigenes Gesuch in den Ruhestand trat, wurde Frühbuss am 14. Mai 1853 mit der kommissarischen Verwaltung des Landratsamts beauftragt. Erst zwei Jahre darauf erfolgte am 14. Juni 1855 die Präsentationswahl und am 11. Oktober desselben Jahres erhielt Frühbuss auf Grund Allerhöchster Kabinettsorder vom 3. Oktober die definitive Bestallung als Landrat des Kreises Malmedy. Er starb kurz vor seinem 70. Geburtstag im Dienst. Drei Jahre zuvor wurde er durch den Preußischen König Wilhelm I. am 18. Oktober 1861, dem Krönungstag, in den Preußischen Adelsstand erhoben.

## Familie
Ernst von Frühbuss heiratete am 2. Mai 1836 in Malmedy die Katholikin Albertine Steinbach (geboren am 18. November 1797 in Malmedy; gestorben am 13. Januar 1887 ebenda), eine Tochter des Fabrikanten Johann Heinrich Nicolaus Ignatz Steinbach und dessen Ehefrau Marie Albertine Steinbach, geborene von Lasaulx. Der später ebenfalls als Landrat des Kreises Malmedy amtierende Oswald von Frühbuss war ihr Sohn.